# Ali Al-Beshari
Ali Al-Beshari ou علي البيشاري, né en 1962, est un ancien footballeur international libyen. Il est le meilleur buteur libyen à la CAN, avec trois buts.

## Biographie
Ali Al-Beshari participe aux qualifications pour la Coupe du monde 1986 puis aux qualifications pour la Coupe du monde 1990.
Il dispute deux matchs lors de la Coupe d'Afrique des nations 1982. Il inscrit deux buts lors de la demi-finale face à la Zambie. Il inscrit également un but lors de la finale face au Ghana. La finale se termine aux tirs au but, et Al-Beshari convertit le sien.

## Palmarès
- Finaliste de la Coupe d'Afrique des nations 1982 avec la Libye